# Grand Prix der Volksmusik 2000
Der 15. Grand Prix der Volksmusik fand am 2. September 2000 in Zürich statt. Teilnehmerländer waren wieder Deutschland, Österreich und die Schweiz sowie erstmals auch Südtirol. (In Südtirol gab es bereits seit 1993 einen ähnlichen Wettbewerb unter der Bezeichnung Südtiroler Grand Prix der volkstümlichen Musik. Dieser Wettbewerb wird jedoch unabhängig von der Teilnahme Südtirols am Grand Prix der Volksmusik bis heute als eigenständiger Wettbewerb weitergeführt. Um Verwechslungen zu vermeiden, trägt dieser Wettbewerb seit 2001 die Bezeichnung Alpen Grand Prix.)
In jedem Land wurde wie bereits seit 1989 in den drei bisherigen Teilnehmerländern eine öffentliche Vorentscheidung im Fernsehen durchgeführt. Dabei wurden jeweils vier Titel für das Finale ermittelt, so dass erstmals 16 Titel am Wettbewerb teilnahmen. Die schweizerische Vorentscheidung fand am 22. April in Zürich (Moderation: Leonard und Monique), die südtirolische am 9. Juni in Meran (Moderation: Zeno Braitenberg), die österreichische am 17. Juni. (Moderation: Wolfram Pirchner) und die deutsche am 22. Juni in Chemnitz (Moderation: Carolin Reiber) statt. Die Veranstaltungen, zu denen jeweils eine CD mit allen Teilnehmern erschien, wurden live übertragen.
Das Finale wurde von der SRG im Rahmen einer Eurovisionssendung aus Zürich übertragen und vom ZDF, ORF und der RAI Bozen übernommen. Moderatoren waren die beiden Schlagersänger Leonard und Monique, die bereits durch die schweizerische Vorentscheidung führten. Die Startfolge der Titel und Länder war zuvor ausgelost worden. Nach Vorstellung der Titel konnten die Zuschauer aus den Teilnehmerländern ihren Favorit erstmals per TED bestimmen.
Am Ende der Wertung standen dann Oswald Sattler und Jantje Smit als Sieger des Grand Prix der Volksmusik 2000 fest. Ihr Titel Ich zeig dir die Berge hatte Marc Bell komponiert und Dagmar Obernosterer getextet. Damit holten die beiden gleich bei der ersten Teilnahme Südtirols am Internationalen Wettbewerb den Sieg des Grand Prix der Volksmusik nach Südtirol.
Als Austragungsort des nächsten Grand Prix der Volksmusik 2001 wurde unabhängig vom Land des Siegers Wien festgelegt.

## Die Platzierung der schweizerischen Vorentscheidung 2000
Die ersten vier Titel kamen ins Finale.
| Startnr.          | Interpret         | Titel                             | Platz                       | Punkte                      |
| ----------------- | ----------------- | --------------------------------- | --------------------------- | --------------------------- |
| 08                | Raphael Haslinger | Heimat                            | 01.                         | 39                          |
| 02                | Maria da Vinci    | Amiamo la vita                    | 02.                         | 38                          |
| 10                | Diana             | Ein bisschen Sonnenschein         | 03.                         | 36                          |
| 12                | Marianne Cathomen | Ich seh die Welt mit deinen Augen | 04.                         | 35                          |
| 04                | Paloma            | Bye-bye My Sunnyboy               | 05.                         | 34                          |
| 13                | Soranos           | Zeig mir deine Welt               | 06.                         | 30                          |
| 14                | Ralph Martens     | So ein Dingdagadagadinga          | 07.                         | 26                          |
| 07                | Patrizia di Bari  | Gino sagte va bene                | 08.                         | 25                          |
| 03                | Calimeros         | Da war was wie Ewigkeit           | 09.                         | 23                          |
| 15                | Wolkenbruch       | Mich hat es erwischt              | 10.                         | 21                          |
| 11                | Michael Sommer    | Jeder Tag, ein Tag fürs Herz      | 11.                         | 15                          |
| 06                | Snail             | Für dich blüht eine Rose          | 12.                         | 13                          |
| 01                | Daniel            | Adler                             | 13.                         | 12                          |
| 05                | Marcel Schweizer  | Frag dein Herz                    | 14.                         | 08                          |
| 09                | Premiere          | Ich schenk’ dir mein Leben        | 15.                         | 05                          |
| Veranstaltungsort | Veranstaltungsort | DRS Fernsehstudio 1, Zürich       | DRS Fernsehstudio 1, Zürich | DRS Fernsehstudio 1, Zürich |

## Die Platzierung der deutschen Vorentscheidung 2000
Die ersten vier Titel kamen ins Finale.
| Startnr.          | Interpret                 | Titel                                   | Platz               | %                   |
| ----------------- | ------------------------- | --------------------------------------- | ------------------- | ------------------- |
| 07                | Astrid Harzbecker         | Wie eine schöne Sinfonie                | 01.                 | ?                   |
| 01                | Margitta und ihre Töchter | Die Liebe trocknet alle Tränen          | 02.                 | ?                   |
| 13                | Duo Nirwana               | Flieg davon Adlerjunge mit dem Wind     | 03.                 | ?                   |
| 04                | Marie-Christin            | Ich bin super, ich bin spitze           | 04.                 | ?                   |
| 05                | Daniela Merk              | Ein bisschen Vino – ein bisschen Amore  | 05.                 | ?                   |
| 02                | Benjamin Grund            | Die erste Liebe, die ersten roten Rosen | 06.                 | ?                   |
| 14                | Sibylle                   | Immer nur du                            | 07.                 | ?                   |
| 12                | Brigitte Traeger          | Halt mich fest                          | 08.                 | ?                   |
| 11                | Geschwister Hofmann       | Stella d’amore                          | 09.                 | ?                   |
| 08                | Marion Pages              | Lebenslänglich                          | 10.                 | ?                   |
| 10                | Claudia Stern             | Kleine Herzen brauchen Liebe            | 11.                 | ?                   |
| 06                | Axel Becker               | Ich fühle wie du                        | 12.                 | ?                   |
| 03                | Willi Seitz               | Wenn wir zusammenhalten                 | 13.                 | ?                   |
| 09                | Münchner Zwietracht       | Heut is net mein Tag                    | 14.                 | ?                   |
| 15                | Günther Behrle            | Oh Maria, Heil der Kranken              | 15.                 | ?                   |
| Veranstaltungsort | Veranstaltungsort         | Stadthalle Chemnitz                     | Stadthalle Chemnitz | Stadthalle Chemnitz |

## Die Platzierung der österreichischen Vorentscheidung 2000
Die ersten vier Titel kamen ins Finale.
| Startnr.          | Interpret              | Titel                       | Platz             | %                 |
| ----------------- | ---------------------- | --------------------------- | ----------------- | ----------------- |
| ?                 | Die Edlseer            | Weil i a Schürzenjäger bin  | 01.               | 25,4              |
| ?                 | Stephanie              | Mein schönster Traum        | 02.               | 09,8              |
| ?                 | Robert und Hannes      | Wer – wenn nicht wir        | 03.               | 08,0              |
| ?                 | Die Heilbrunner        | Das Glück ist ein Wunder    | 04.               | 06,5              |
| ?                 | Martin Lackner         | Einmal irgendwann           | 05.               | 06,4              |
| ?                 | Die Mürztaler          | Des kannst halt nur du      | 06.               | 06,3              |
| ?                 | Claudia Greiner        | Ich bin verliebt in dich    | 06.               | 06,3              |
| ?                 | Zwei Brüder            | Weil es Liebe ist           | 08.               | 05,5              |
| ?                 | Hans aus Hermagor      | Da, wo i wohn               | 09.               | 05,1              |
| ?                 | Die jungen Zillertaler | Stacheldraht                | 10.               | 04,8              |
| ?                 | Turracher              | Edelweißmann                | 11.               | 04,5              |
| ?                 | Die Mooskirchner       | Oh Carina                   | 12.               | 03,8              |
| ?                 | Duo Sunshine           | Sing ein kleines Lied       | 13.               | 03,0              |
| ?                 | Tina                   | Mein Herz in deine Arme     | 14.               | 02,8              |
| ?                 | Duo Sonnenschein       | Für alle Kinder dieser Welt | 15.               | 01,8              |
| Veranstaltungsort | Veranstaltungsort      | ORF-Zentrum, Wien           | ORF-Zentrum, Wien | ORF-Zentrum, Wien |

## Die Platzierung der südtirolischen Vorentscheidung 2000
Die ersten vier Titel kamen ins Finale.
| Startnr.          | Interpret                      | Titel                           | Platz             | Punkte            |
| ----------------- | ------------------------------ | ------------------------------- | ----------------- | ----------------- |
| 12                | Oswald Sattler und Jantje Smit | Ich zeig’ dir die Berge         | 01.               | ?                 |
| 11                | Psayrer                        | I bin a Südtiroler Cowboy       | 02.               | ?                 |
| 14                | Rudy Giovannini                | Amore, Amore                    | 03.               | ?                 |
| 02                | Die Vintschger                 | Weiße Pferde am Horizont        | 04.               | ?                 |
| 01                | Gletscherwind                  | Es sterben alle Träume          | 0?                | ?                 |
| 03                | Thommy Lars                    | Einmal ganz oben steh’n         | 0?                | ?                 |
| 04                | Vincent und Fernando           | Herzen, die leben               | 0?                | ?                 |
| 05                | Zeitlos                        | Wenn der Regen nimmer fällt     | 0?                | ?                 |
| 06                | Die Trenser                    | Weil’s nur oamol Hoamat is      | 0?                | ?                 |
| 07                | Original Südtiroler Musikanten | Der einsame Trompeter           | 0?                | ?                 |
| 08                | Die Pustertaler                | Still ist’s in den Bergen       | 0?                | ?                 |
| 09                | Sonja Weissensteiner           | Für dich allein ist dieses Lied | 0?                | ?                 |
| 10                | Südtiroler Spitzbuam           | Ich sag ja zu dir               | 0?                | ?                 |
| 13                | Marabell                       | Viva                            | 0?                | ?                 |
| 15                | Bergfeuer                      | Die Legende der Sierra          | 0?                | ?                 |
| Veranstaltungsort | Veranstaltungsort              | Meran-Arena Meran               | Meran-Arena Meran | Meran-Arena Meran |

## Die Platzierung des Grand Prix der Volksmusik 2000
| Startnr.          | Land              | Interpret                      | Titel                                | Platz                          | Punkte                         |
| ----------------- | ----------------- | ------------------------------ | ------------------------------------ | ------------------------------ | ------------------------------ |
| 05                | I                 | Oswald Sattler und Jantje Smit | Ich zeig dir die Berge               | 01.                            | 36                             |
| 14                | CH                | Raphael Haslinger              | Heimat                               | 02.                            | 32                             |
| 09                | I                 | Rudy Giovannini                | Amore Amore                          | 03.                            | 30                             |
| 07                | A                 | Stephanie                      | Mein schönster Traum                 | 04.                            | 29                             |
| 12                | D                 | Marie-Christin                 | Ich bin super, ich bin spitze        | 05.                            | 28                             |
| 03                | A                 | Die Edlseer                    | Weil i a Schürzenjäger bin           | 06.                            | 23                             |
| 16                | D                 | Nirwana                        | Flieg davon, Adlerjunge mit dem Wind | 07.                            | 19                             |
| 13                | I                 | Die Vinschger                  | Weiße Pferde am Horizont             | 08.                            | 18                             |
| 01                | I                 | Psayrer                        | I bin a Südtiroler Cowboy            | 09.                            | 17                             |
| 08                | D                 | Margitta und ihre Töchter      | Liebe trocknet alle Tränen           | 10.                            | 16                             |
| 10                | CH                | Diana                          | Ein bisschen Sonnenschein            | 11.                            | 14                             |
| 06                | CH                | Maria da Vinci                 | Amiamo la vita                       | 11.                            | 14                             |
| 15                | A                 | Robert und Hannes              | Wer, wenn nicht wir?                 | 13.                            | 13                             |
| 02                | CH                | Marianne Cathomen              | Ich seh die Welt mit deinen Augen    | 14.                            | 11                             |
| 04                | D                 | Astrid Harzbecker              | Wie eine schöne Sinfonie             | 15.                            | 08                             |
| 11                | A                 | Die Heilbrunner                | Das Glück ist ein Wunder             | 16.                            | 04                             |
| Veranstaltungsort | Veranstaltungsort | Hallenstadion Zürich (Schweiz) | Hallenstadion Zürich (Schweiz)       | Hallenstadion Zürich (Schweiz) | Hallenstadion Zürich (Schweiz) |

Die Titel erschienen auch auf einer CD.